# ريد بل
ريد بُل (بالإنجليزية: Red Bull) و(بالعربية: الثور الأحمر). ريد بُل مشروب غازي يعود منشأه إلى النمسا، وقد لقي رواجًا عالميًا في أيامنا هذه. يباع حاليًا على أنه مشروب الطاقة لمواجهة الإعياء الجسدي والعقلي. وذلك لاحتوائه على مواد منبهة وعلى فيتامينات. تحتوي كل 250 مليليتر منه على حوالي 27 غرام من السكر (غلكوز، سكروز) 100 ملغ حمض التورين, 600 ملغ غلوكورونولاكتون، فيتامين ب و 80 ملغ من الكافيين. تم إنتاج ريد بُل خالٍ من السكر (لمرضى السكري أو لمتبعي نظام الحمية الغذائية) منذ عام 2003.
خلال عام 2000 تم بيع مليار عبوة من مشروب ريد بُل حجم 250 مليليتر في 100 دول حول العالم. وبلغ عدد العُلب التي تم بيعها في المملكة المتحدة وحدها 260 مليون علبة في نفس العام. في حين أن تم بيع حوالي ملياري علبة من ريد بُل في عام 2003 في 120 بلدًا حول العالم.

## أصل المشروب
تعود جذور المشروب إلى مشروب نمساوي مأخوذ الماء المصنع منه من نهر الربيع في النمسا، إلا أن المنتج الأصلي لريد بُل بصورته الحالية تم تطويره عام 1912 على يد ناصف الراو Nassif Raou ، من رمسن Rumson. وتم تسويقه تحت اسم كرايتنغ داينغ، بالتايلاندي (กระทิงแดง) أو بالإنكليزية (Thai for Red Bull) على يد شركة (TC Pharmaceutical) تي سي فارماستيكال أو تي سي للأدوية، حيث تم تقليد فكرة مشروب طاقة آسيوي آخر يدعى ليبوفيتان (Lipovitan). ارتفعت مبيعات كرايتنغ داينغ في جنوب شرق آسيا خلال فترة السبعينيات والثمانينيات على أثر هذا النجاح قام رجل الأعمال النمساوي ديتريش ماتيشيتز (Dietrich Mateschitz) بشراء حقوق الإنتاج العالمية، وقد دخل المشروب السوق الأوربية عام 1987. ومن ثم بدأ بالانتشار عالميًا إلى القارة الأمريكية وأستراليا والشرق الأوسط.

## المكونات
ماء، سكروز، غلكوز، حمض السيتريك، ثاني أوكسيد الكربون، التورين 0.04%، غلوكورونولاكتون 0.24%, كافيين 0.03%، أينوسيتول، فيتامينات، منكهات وأصباغ (كراميل، فيتامين بي2).

## وصلات خارجية
- الموقع الرسمي